# Ferenc Puskás
Ferenc Puskás, pierwotnie Ferenc Purczeld (wym. [ˈfɛrɛnt͡s ˈpuʃkaːʃ]; ur. 1 kwietnia 1927 roku w Budapeszcie, zm. 17 listopada 2006 roku tamże) – węgierski piłkarz i trener piłkarski. Wicemistrz świata 1954 i złoty medalista Igrzysk Olimpijskich 1952. Jeden z najwybitniejszych piłkarzy w historii piłki nożnej. 
Nazywany przez rodaków Puskás Öcsi (öcsi tłumaczy się jako „młodszy brat”),  a z powodu stopnia uzyskanego w węgierskiej armii, Puskása określano również pseudonimem Galopujący major. 

## Lata młodzieńcze
W wieku 12 lat Puskás porzucił szkołę i już jako nastolatek stał się profesjonalnym piłkarzem. Klubową karierę rozpoczął w roku 1943 w klubie Kispest Budapest Honvéd FC. Puskás, występujący na pozycji napastnika, był zawodnikiem lewonożnym.

## Reprezentacja narodowa Węgier
Przez wiele lat był kapitanem Złotej jedenastki. Puskás grał w olimpijskiej reprezentacji Węgier, która zdobyła złoty medal na igrzyskach w 1952 roku. W latach 1945–1956 Puskás wystąpił w zespole narodowym 85 razy i zdobył 84 bramki. W 1954 roku awansował z drużyną do finału mistrzostw świata, w którym jego drużyna przegrała z Niemcami Zachodnimi 2:3, mimo prowadzenia 2:0 (pierwszego z goli dla Węgier strzelił właśnie Puskás).

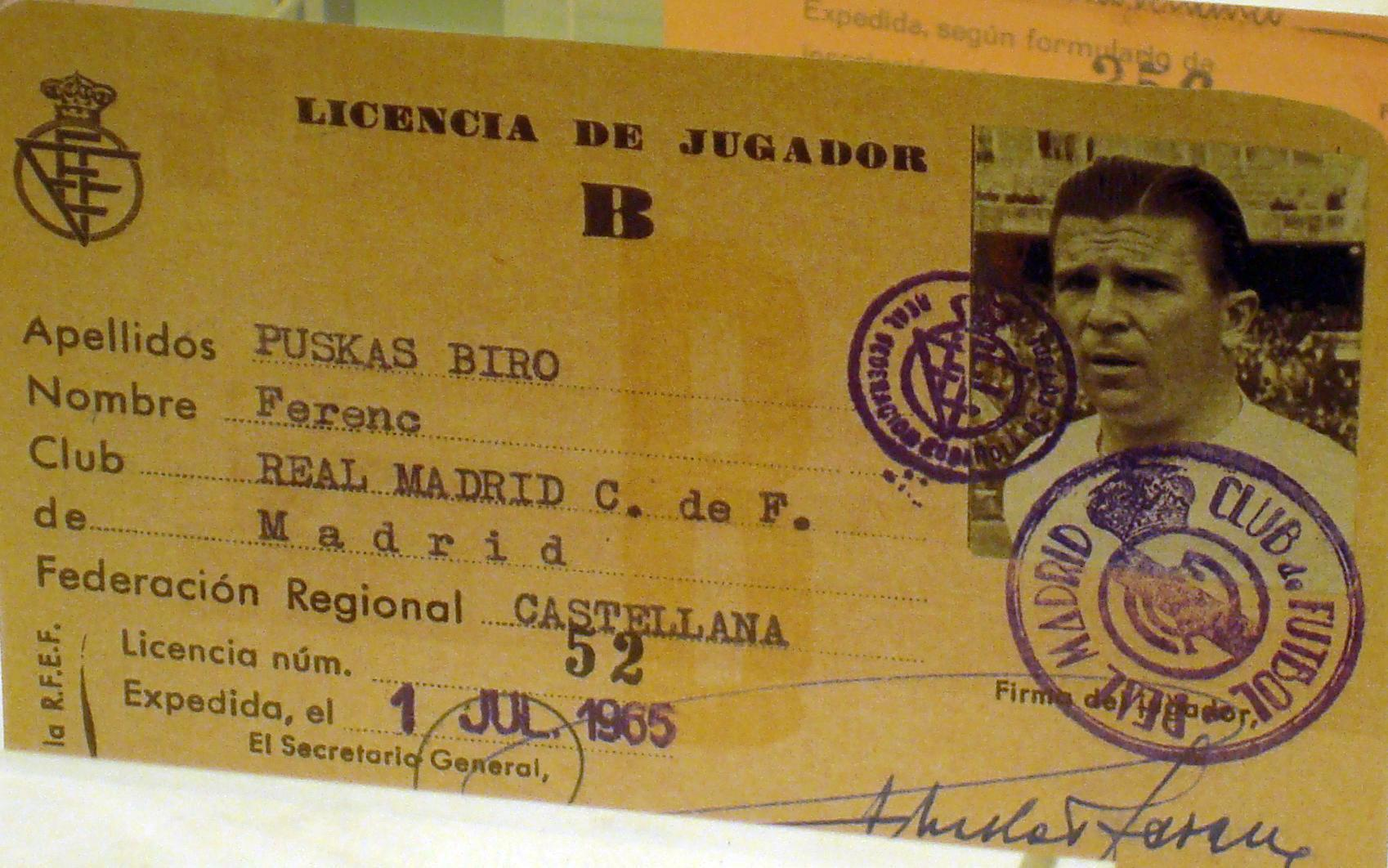
Piłkarska licencja Ferenca Puskása

## Emigracja do Hiszpanii i gra w Realu Madryt
Po upadku powstania węgierskiego Puskás opuścił w roku 1956 Węgry i wyemigrował do Hiszpanii. W 1958 roku przeniósł się do Realu Madryt, z którym trzy razy zdobył Puchar Europy Mistrzów Krajowych w 1959, 1960 i 1966 roku. W 1960, w finale z Eintrachtem Frankfurt zdobył 4 gole. Puskás dokonał tego jako jedyny gracz w historii rozgrywek. W latach 1961–1962 zaliczył również 4 występy reprezentacji Hiszpanii (także podczas MŚ 1962), jednak nie zdobył w nich gola.

## Osiągnięcia i rekordy
Łącznie w dwóch reprezentacjach rozegrał 89 spotkań międzypaństwowych i strzelił 84 bramki, co do 2003, kiedy to pobił go piłkarz reprezentacji Iranu Ali Daei, było rekordem skuteczności na szczeblu reprezentacyjnym. W całej klubowej karierze Puskás zdobył 616 goli w 620 występach, co czyni go najskuteczniejszym napastnikiem w Europie po Josefie Bicanie, a na równi z Gerdem Müllerem. W sezonie 1959/60 strzelił 47 goli we wszystkich rozgrywkach, co było rekordem Hiszpanii do 2011 roku, kiedy rekord poprawili Cristiano Ronaldo i Lionel Messi. Jest najlepszym strzelcem Realu Madryt w Pucharze Króla z 49 golami, ze średnią 0,92 gola na mecz był też najbardziej bramkostrzelnym piłkarzem Realu (nie uwzględniając C. Ronaldo). 

## Zakończenie kariery
Puskás zakończył karierę w 1966 roku. W 1981 wrócił na Węgry. Trenował zespoły w takich krajach jak: Hiszpania, Australia, Stany Zjednoczone, Kanada, Paragwaj, Chile, Arabia Saudyjska i Egipt, zanim w 1993 roku objął posadę selekcjonera reprezentacji Węgier, jednak tylko na 4 mecze. Największym jego trenerskim osiągnięciem było doprowadzenie w 1971 roku Panathinaikosu Ateny do finału Klubowego Pucharu Europy.

## Choroba i śmierć
W ostatnich latach życia Ferenc Puskás cierpiał na chorobę Alzheimera.  W połowie września 2006 roku Puskas trafił do budapeszteńskiego szpitala na oddział intensywnej terapii. Zmarł 17 listopada  2006 roku. Bezpośrednią przyczyną śmierci była niewydolność oddechowo-krążeniowa, spowodowana zapaleniem płuc.

## Upamiętnienie
W 2001 roku jego imieniem nazwano węgierski stadion narodowy, na którym 14 sierpnia 2005 roku rozegrany został mecz Real Madryt – All Stars 2006, z którego dochód został przeznaczony na leczenie chorego Puskása.
Jego imieniem nazwano również jedną z ulic w pobliżu Stadionu Bozsika w Budapeszcie. Od 2009 roku patronuje on również nagrodzie nadawanej przez FIFA strzelcowi najpiękniejszej bramki sezonu.
Został nakręcony o nim film dokumentalny pt. Puskás Hungary reżyserii Tamása Almásiego (2009). Film wyświetlany był na festiwalu Era Nowe Horyzonty.

## Sukcesy

### Zawodnicze
Budapest Honvéd FC
- Mistrzostwo Węgier: 1949/1950, 1950, 1952, 1954, 1955

Real Madryt
- Mistrzostwo Hiszpanii: 1961, 1962, 1963, 1964, 1965
- Puchar Króla: 1962
- Puchar Europy: 1959, 1960, 1966
- Puchar Interkontynentalny: 1960

Reprezentacja Węgier
- Mistrz olimpijski: 1952
- Wicemistrz świata: 1954
- Balkan Cup: 1947

Indywidualne
- Król strzelców ligi węgierskiej: 1948, 1949/1950, 1950, 1953
- Trofeo Pichichi: 1960, 1961, 1963, 1964
- Piłkarz roku na Węgrzech: 1950
- Piłkarz Roku na świecie: 1953[7]
- Piłkarz Roku w Europie: 1953
- Najlepszy zawodnik mistrzostw świata (Złota piłka): 1954
- Trzeci strzelec mistrzostw świata (Brązowy But): 1954
- Drużyna marzeń mistrzostw świata: 1954
- Najlepszy piłkarz w Europie XX wieku według dziennika L’Équipe
- Członek listy FIFA 100

### Trenerskie
Panathinaikos
- Mistrzostwo Grecji: 1970, 1972
- Finał Pucharu Europy: 1971
- Finał Pucharu Interkontynentalnego: 1971

Sol de América
- Mistrzostwo Paragwaju: 1986

South Melbourne Hellas
- Mistrzostwo NSL: 1991
- Puchar NSL: 1990
- Dockerty Cup: 1989, 1991

## Statystyki
| Klub                     | Sezon              | Ligi krajowe | Ligi krajowe | Puchary krajowe | Puchary krajowe | Europejskie Puchary | Europejskie Puchary | Łącznie | Łącznie |
| Klub                     | Sezon              | występy      | bramki       | występy         | bramki          | występy             | bramki              | występy | bramki  |
| ------------------------ | ------------------ | ------------ | ------------ | --------------- | --------------- | ------------------- | ------------------- | ------- | ------- |
| Kispest-Honved Budapeszt | 1943–44            | 18           | 7            |                 |                 |                     |                     |         |         |
| Kispest-Honved Budapeszt | 1944               | 14           | 7            |                 |                 |                     |                     |         |         |
| Kispest-Honved Budapeszt | 1945               | 20           | 10           |                 |                 |                     |                     |         |         |
| Kispest-Honved Budapeszt | 1945–46            | 33           | 35           |                 |                 |                     |                     |         |         |
| Kispest-Honved Budapeszt | 1946–47            | 30           | 32           |                 |                 |                     |                     |         |         |
| Kispest-Honved Budapeszt | 1947–48            | 32           | 50           |                 |                 |                     |                     |         |         |
| Kispest-Honved Budapeszt | 1948–49            | 30           | 46           |                 |                 |                     |                     |         |         |
| Budapest Honvéd FC       | 1949–50            | 30           | 31           |                 |                 |                     |                     |         |         |
| Budapest Honvéd FC       | 1950               | 15           | 25           |                 |                 |                     |                     |         |         |
| Budapest Honvéd FC       | 1951               | 21           | 21           |                 |                 |                     |                     |         |         |
| Budapest Honvéd FC       | 1952               | 26           | 22           |                 |                 |                     |                     |         |         |
| Budapest Honvéd FC       | 1953               | 26           | 27           |                 |                 |                     |                     |         |         |
| Budapest Honvéd FC       | 1954               | 20           | 21           |                 |                 |                     |                     |         |         |
| Budapest Honvéd FC       | 1955               | 26           | 18           |                 |                 | 4                   | 4                   | 30      | 22      |
| Budapest Honvéd FC       | Łącznie            | 341          | 352          | 11              | 17              | 6                   | 5                   | 358     | 374     |
| Real Madryt              | 1958–59            | 24           | 21           | 5               | 2               | 5                   | 2                   | 34      | 25      |
| Real Madryt              | 1959–60            | 24           | 25           | 5               | 10              | 7                   | 12                  | 36      | 47      |
| Real Madryt              | 1960–61            | 28           | 28           | 9               | 14              | 2                   | 0                   | 39      | 42      |
| Real Madryt              | 1961–62            | 23           | 20           | 8               | 13              | 9                   | 7                   | 40      | 40      |
| Real Madryt              | 1962–63            | 30           | 26           | 7               | 5               | 2                   | 0                   | 39      | 31      |
| Real Madryt              | 1963–64            | 25           | 21           | 0               | 0               | 8                   | 7                   | 33      | 28      |
| Real Madryt              | 1964–65            | 18           | 11           | 4               | 4               | 3                   | 2                   | 25      | 17      |
| Real Madryt              | 1965–66            | 8            | 4            | 3               | 1               | 3                   | 5                   | 14      | 10      |
| Real Madryt              | Łącznie            | 180          | 156          | 41              | 49              | 41                  | 37                  | 262     | 242     |
| Łącznie w karierze       | Łącznie w karierze | 521          | 508          | 52              | 66              | 47                  | 42                  | 620     | 616     |

| Reprezentacja narodowa | Rok     | Występy | Gole |
| ---------------------- | ------- | ------- | ---- |
| Węgry                  |         |         |      |
| 1945                   | 2       | 3       |      |
| 1946                   | 3       | 3       |      |
| 1947                   | 5       | 5       |      |
| 1948                   | 6       | 7       |      |
| 1949                   | 8       | 11      |      |
| 1950                   | 6       | 12      |      |
| 1951                   | 3       | 4       |      |
| 1952                   | 12      | 10      |      |
| 1953                   | 7       | 6       |      |
| 1954                   | 11      | 8       |      |
| 1955                   | 12      | 10      |      |
| 1956                   | 10      | 5       |      |
| Łącznie                | Łącznie | 85      | 84   |

| Reprezentacja narodowa | Rok     | Występy | Gole |
| ---------------------- | ------- | ------- | ---- |
| Hiszpania              |         |         |      |
| 1961                   | 1       | 0       |      |
| 1962                   | 3       | 0       |      |
| Łącznie                | Łącznie | 4       | 0    |